# 블루 스틸 (1934년 영화)
《블루 스틸》(Blue Steel)은 미국에서 제작된 Robert N. Bradbury 감독의 1934년 서부 영화이다. 존 웨인 등이 주연으로 출연하였다.

## 출연

### 주연
- 존 웨인